# Francis Alphonsus Bourne
Francis Alphonsus Bourne (Clapham, 23 marzo 1861 – Londra, 1º gennaio 1935) è stato un cardinale e arcivescovo cattolico britannico.

## Biografia
Francis Alphonsus Bourne nacque il 23 marzo 1861 presso il nº 10 di Larkhall Rise a Clapham, sobborgo londinese di Lambeth e diocesi di Southwark (oggi arcidiocesi), nella parte sud-orientale dell'allora Regno Unito di Gran Bretagna e Irlanda (oggi Regno Unito di Gran Bretagna e Irlanda del Nord). Era figlio di Henry Bourne ed Ellen Byrne.
Ricevette l'ordinazione sacerdotale l'11 giugno 1884, presso la Chiesa di Santa Maria del distretto natale, per imposizione delle mani di Robert Aston Coffin, C.SS.R., vescovo di Southwark; si è incardinato, ventitreenne, come presbitero della medesima diocesi.

### Ministero episcopale
Il 27 marzo 1896 papa Leone XIII lo nominò, quattro giorni dopo aver compiuto trentacinque anni, vescovo coadiutore con diritto di successione di Southwark, assegnandogli contestualmente la sede titolare di Epifania di Cilicia. Ricevette la consacrazione episcopale il 1º maggio seguente, presso la Cattedrale di San Giorgio a Southwark, per imposizione delle mani del cardinale Herbert Alfred Henry Vaughan, arcivescovo metropolita di Westminster, assistito dai co-consacranti monsignori John Baptist Butt, vescovo di Southwark, e Thomas Whiteside, vescovo di Liverpool. Come suo motto episcopale il neo vescovo Bourne scelse Ne cede malis, che tradotto vuol dire "Non lasciarti opprimere".
Poco più di un anno dopo, il 9 aprile 1897, dopo l'accettazione della rinuncia del settantunenne monsignor Butt, succedette per coadiutoria come vescovo di Southwark, all'età di trentasei anni.
L'11 settembre 1903 papa Pio X lo promosse, quarantaduenne, arcivescovo metropolita di Westminster, assumendo contestualmente il titolo onorifico di primate d'Inghilterra e Galles; succedette al cardinale Vaughan, deceduto settantunenne il 19 giugno precedente. In seguito, ricevette il pallio, simbolo di comunione tra la Santa Sede ed il metropolita.
Qui incoraggiò la nascita del lupettismo cattolico, con l'aiuto di Vera Barclay.

### Cardinalato
Papa Pio X lo creò cardinale nel concistoro del 27 novembre 1911, all'età di cinquant'anni; tre giorni dopo, il 30 novembre, gli vennero conferiti la berretta ed il titolo cardinalizio di Santa Pudenziana, vacante dal 19 dicembre 1908, giorno della morte del cardinale francese Victor-Lucien-Sulpice Lécot, arcivescovo metropolita di Bordeaux.

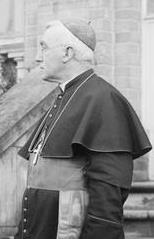
Il cardinale Bourne, fotografato da John Warwick Brooke, durante la visita del Fronte occidentale a Rouen il 27 ottobre 1917

Dopo la morte di papa Pio X, prese parte al conclave del 1914, che si concluse con l'elezione al soglio pontificio del cardinale Giacomo della Chiesa con il nome di Benedetto XV; inoltre, dopo la morte di quest'ultimo, prese parte al conclave del 1922, che si concluse con l'elezione al soglio pontificio del cardinale Achille Ratti con il nome di Pio XI.
Afflitto da una malattia cardiaca dall'anno precedente, morì alle 12:05 del 1º gennaio 1935 nella sua residenza di Westminster, all'età di settantatré anni. Al termine dei solenni funerali, la salma venne tumulata al St Edmund's College nella Galilee Chapel, costruita in memoria dei membri del college morti durante la prima guerra mondiale; il suo cuore fu invece depositato nella cappella del seminario di San Giovanni a Wonersh nel giugno dello stesso anno.

## Genealogia episcopale e successione apostolica
La genealogia episcopale è:
- Cardinale Scipione Rebiba
- Cardinale Giulio Antonio Santori
- Cardinale Girolamo Bernerio, O.P.
- Arcivescovo Galeazzo Sanvitale
- Cardinale Ludovico Ludovisi
- Cardinale Luigi Caetani
- Cardinale Ulderico Carpegna
- Cardinale Paluzzo Paluzzi Altieri degli Albertoni
- Cardinale Gaspare Carpegna
- Cardinale Fabrizio Paolucci
- Cardinale Francesco Barberini
- Cardinale Annibale Albani
- Cardinale Federico Marcello Lante Montefeltro della Rovere
- Vescovo Charles Walmesley, O.S.B.
- Vescovo William Gibson
- Vescovo John Douglass
- Vescovo William Poynter
- Vescovo Thomas Penswick
- Vescovo John Briggs
- Arcivescovo William Bernard Ullathorne, O.S.B.
- Cardinale Henry Edward Manning
- Cardinale Herbert Alfred Henry Vaughan
- Cardinale Francis Alphonsus Bourne

La successione apostolica è:
- Vescovo John Baptist Cahill (1900)
- Vescovo Louis Charles Casartelli (1903)
- Arcivescovo Peter Emmanuel Amigo (1904)
- Vescovo Patrick Fenton (1904)
- Vescovo William Miller, O.M.I. (1904)
- Vescovo Richard Collins (1905)
- Vescovo William Anthony Johnson (1906)
- Arcivescovo Frederick William Keating (1908)
- Vescovo Hugh Singleton (1908)
- Vescovo John Stephen Vaughan (1909)
- Vescovo Leonard Ludwig Baumbach, C.P. (1910)
- Arcivescovo Joseph Butt (1911)
- Vescovo John Joseph Keily (1911)
- Vescovo Thomas Dunn (1916)
- Vescovo Bernard Nicholas Ward (1917)
- Vescovo Manuel John Bidwell (1917)
- Arcivescovo Alban Goodier, S.I. (1919)
- Vescovo Arthur Henry Doubleday (1920)
- Vescovo Dudley Charles Cary-Elwes (1921)
- Vescovo John William Campling, M.H.M. (1925)
- Arcivescovo Richard Joseph Downey (1928)
- Arcivescovo Thomas Leighton Williams (1929)
- Vescovo George Weld, S.I. (1932)
- Vescovo John Francis McNulty (1932)
- Arcivescovo Edward Myers (1932)